# BOV M16 Miloš
Le BOV M16 Miloš est un véhicule blindé polyvalent 4x4 serbe utilisé pour des applications militaires et policières. Il comprend une coque en V, intégrant des plaques de plancher flottantes et des sièges anti-explosion pour protéger les occupants contre les mines terrestres et les engins explosifs improvisés (EEI). Le M16 Miloš a été présenté publiquement pour la première fois à l'exposition IDEX 2017 à Abu Dhabi, Émirats arabes unis.

## Caractéristiques
Le M16 Miloš est basé sur un châssis à coque autoportante qui a été développé par Timoney et Texelis avec un système de suspensions indépendantes qui assure une grande mobilité sur tous les terrains et conditions météorologiques permettant ainsi un poids maximal de 14 tonnes. Avec l'utilisation de jantes en aluminium de 20 pouces, le véhicule gagne un dégagement de 420 mm, permettant ainsi une grande mobilité et une meilleure capacité hors route. Le M16 Milos peut gravir des pentes avant jusqu'à 60 %, conduire sur des pentes latérales de 30 % et traverser avec succès des tranchées jusqu'à 0,9 m de large. Il peut traverser un gué jusqu'à 1 m de profondeur sans préparation. Le véhicule a un rayon de braquage de 9 m. La version standard du véhicule de combat accueille huit membres d'équipage, dont quatre sont logés à l'arrière du véhicule. Le débarquement et l'embarquement rapides s'effectuent par la rampe hydraulique arrière ou la porte arrière. Les membres à l'avant du véhicule ont accès à quatre portières.
Le BOV M16 Miloš peut être utilisé pour les nombreuses missions tactiques et il peut être équipé de différents types d'armes et d'autres équipements spécialisés, notamment des systèmes de climatisation et de défense NRBC, des équipements de communication modernes, un système d'information du commandement, un radar pour le suivi de cibles terrestres ou aériennes, caméras de vision nocturne, thermiques et autres.
Les différents types de missions comprennent la patrouille, la reconnaissance, le véhicule de commandement, les unités de transport et de soutien pour les opérations spéciales (dans les opérations antiguérilla, antiterroristes et antichars) telles que le contrôle des frontières et du territoire et de nombreuses autres tâches,.

### Moteur et transmission
Le moteur diesel Cummins ISB 300 ch est installé dans la partie avant en liaison avec la transmission automatique Allison 3500SP. Une telle configuration permet à la vitesse maximale du véhicule de dépasser 110 km/h.

### Blindage
La coque principale est en tôle d'acier spécial. Le blindage de base offre des niveaux différents de protection suivant les parties du véhicule :
- Niveau III STANAG 4569 (à l'avant).
- Niveau II STANAG 4569 (sur les autres faces).
- Niveau IIa et IIb STANAG 4569 (protection anti-mines).

Une protection balistique supplémentaire pourrait être obtenue en combinant des plaques balistiques de blindage supplémentaires en fonction de son objectif. La caractéristique du blindage modulaire permet un remplacement rapide des plaques endommagées dans des conditions de combat.

## Armement
La version actuelle a un armement avec une variante de la station téléopérée d'armes M15, sur le toit du véhicule équipée d'un fusil-mitrailleur de calibre 12,7 mm ou de 7,62 mm, pouvant être utilisée contre des cibles au sol jusqu'à une distance de 2 000 m et jusqu'à 1 500 m pour des cibles aériennes. À côté du véhicule, il y a 6 lance-grenades fumigènes automatiques sur un toit de véhicule en configuration standard. La tourelle M15 de calibre 12,7 mm est équipée d'un télémètre laser, d'une vue jour/nuit via des caméras appropriées et d'une caméra grand angle pour l'observation du champ de bataille. En 2019, une version avec mitrailleuse "minigun" sur tourelle a été présentée.
Différents types de tourelles manuelles ou automatiques et téléopérées pourraient être placées, y compris celles équipées de fusils-mitrailleurs de différents calibres et/ou de lance-grenades, de systèmes de missiles guidés antichars à longue portée, ainsi que de systèmes de missile surface air. L'imagerie thermique optoélectronique et les systèmes de télévision et de radar peuvent être montés sur des mâts télescopiques séparés avec des hauteurs différentes lorsqu'ils sont déployés. En plus de tourelles différentes, le véhicule dispose de 5 trappes pour le tir avec des armes légères lors d'opérations anti-embuscade, et de trappes d'observation avec protection balistique.

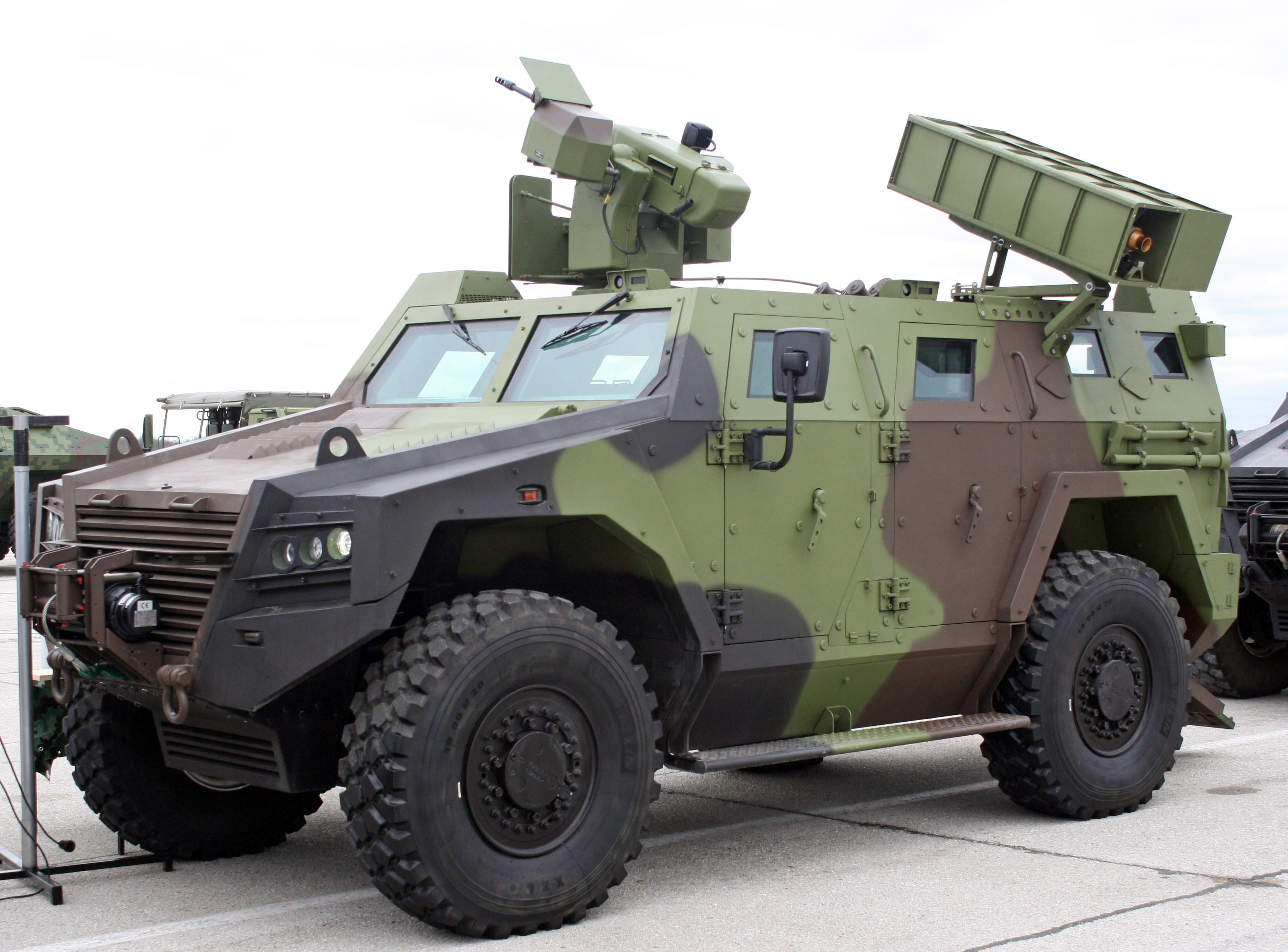
BOV M-16 Miloš équipé de deux missiles antichars NOVA

## Variantes
- Véhicule polyvalent et de patrouille.
- Véhicule Médivac.
- Véhicule antiblindé ; équipé du missile antichar Kornet ou autres missiles antichars ATGM[7],[8],[9].
- Véhicule de reconnaissance d'artillerie et de commandement de batterie avec le radiogoniomètre électronique d'artillerie intégré et d'autres systèmes de surveillance et de contrôle de tir pour différents types d'unités d'artillerie ; version en usage avec la Garde nationale chypriote.

## Les opérateurs

### Opérateurs actuels
- Chypre - La Garde nationale chypriote exploite 8 BOV M16 comme véhicules de reconnaissance d'artillerie et de commandement de batterie pour 24 obusiers automoteurs Nora B-52[10].

- Serbie